# Свети Антоний (Лелово)
Вижте пояснителната страница за други значения на Свети Антоний.
„Свети Антоний“ (на гръцки: Αγίου Αντωνίου) е българска възрожденска православна църква в кукушкото село Лелово (Агиос Андониос), Гърция, част от Поленинската и Кукушка епархия. Църквата е изградена в 1880 година и представлява голямо каменно здание, с притвор и женска църква над него, дървени колони, измазани с гипс и изрисувани и изписани амвон, иконостас и балдахин.
Църквата е обявена за исторически паметник на 30 януари 1985 година.